# Aidoh
Aidoh er en forkortelse for ART IN DEFENCE OF HUMANISM. AIDOH er skabt af Jens Galschiøt som en gruppe, der opstiller politiske kunstværker for at gøre opmærksom på umenneskelig behandling af befolkningen i forskellige lande i forbindelse med politik, religion eller økonomiske interesser. Gruppen har ved flere lejligheder startet en samfundsdebat omkring enkeltlandes overforbrug eller regeringers undertrykkende behandling af egen befolkning.

## Manifester

### Min indre svinehund (1993)
Svin i overfrakker lavet af 1 ton sort beton. Er blevet kaldt den største kunst happening i europa. 20 figurer blev i løbet af 55 timer, uden officiel godkendelse, placeret på offentlige pladser i hele Europa. Happeningen skabte en del debat.

### Den stille død (1995)
I forbindelse med FN's sociale topmøde i København, blev der placerede 750 dukker, der forestillede døde børn i 3-9 års alderen på gadelamper, bænke, springvand og andre steder for at symboliserer de 35.000 børn, der dør hver dag i verden.

### Skamstøtten (1997)
Blev opsat i Hong Kong 4. juni 1997. Den er efterfølgende blevet opsat mange andre steder i verden, hvor regeringer ikke overholder menneskerettighederne.
Skamstøtten er lavet i kobber 8 meter høj, der består af mere end 50 sammenfiltrede menneskekroppe i smerte
Skamstøtten er en slags Nobelpris i uretfærdighed.

### WTOHong-Kong (2005)
Følgende figurer blev opsat december 2005 i Hongkong:
- Mad Cow Disease
- The Survival og the Fattest
- Hunger March

### I guds navn (2006)
I guds Navn er en række kunst installationer der sætter fokus på katolikkernes forbund i mod brugen af kondomer. Den består af en gravid korsfæstet teenager. den har være udstilet i danmark, sverige,Nigaragua og kenya 